# Гребенников, Илья Вахтангович
Илья Вахтангович Гребенников (13 января 1987, Колпино) — российский хоккеист, нападающий.

## Биография
Карьеру провёл в клубах второй и третьей по силе лигах российского хоккея «Ижорец» / «Локомотив» СПб (2000/01 — 2003/04), «Северсталь-2» Череповец (2004/05), «Спартак» СПб (2005/06 — 2006/07), «Питер» (2006/07), «Белгород», «Белгород-2» (2007/08), «Капитан» Ступино (2007/08), ХК ВМФ / «ВМФ-Карелия» / «СКА-Карелия» / «СКА-Нева» (2008/09 — 2017/18).
В начале сезона-2015/16 сыграл три матча в КХЛ за СКА.
Тренер в центре хоккейного развития «Red Machine». Тренер по физической подготовки команды «СКА-1946»